# Manzanilla

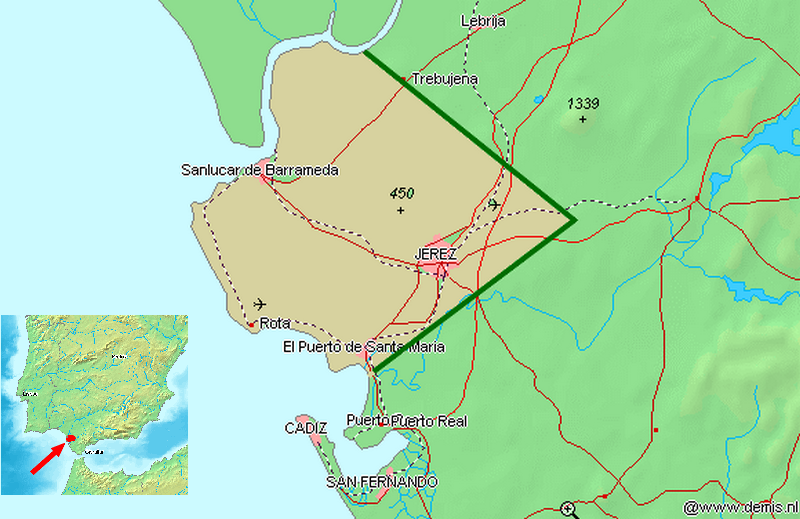
Sherrydreieck. Die Anbaugebiete für Manzanillas liegen in der nördlichen Küstenregion und entlang des Guadalquivir-Ästuars

Manzanilla ist ein trockener, gespriteter Weißwein, der zur Gruppe der Sherrys, im engeren Sinne zur Gruppe der Finos, gehört. Er wird ausschließlich im südwestspanischen Sanlúcar de Barrameda aus Mosten der Palomino-Fino-Rebe gekeltert, der Anbau der Trauben darf aber auch in den umliegenden Gemeinden Jerez de la Frontera, El Puerto de Santa María, Trebujena, Chipiona, Rota, Puerto Real, Chiclana de la Frontera und Lebrija erfolgen (Sherrydreieck).
Mit der europäischen geschützten Ursprungsbezeichnung (kurz g.U.; spanisch Denominación de Origen Protegida, kurz DOP) Manzanilla-Sanlúcar de Barrameda tragen die Weine eine eigene Herkunftsbezeichnung abweichend derer der Sherrys, die die geschützte Ursprungsbezeichnung Jerez-Xérès-Sherry tragen. Es handelt sich nach dem spanischen Klassifikationssystem um eine Denominación de Origen (kurz D.O.).

## Herstellung
Trotz vieler Gemeinsamkeiten zum Fino-Sherry aus Jerez unterscheidet sich der Manzanilla in einigen Punkten. Die Trauben werden noch etwas unreif, im Durchschnitt etwa eine Woche vor der Vollreife geerntet und sofort weiterverarbeitet. Der frühe Lesezeitpunkt verleiht Mosten eine zum Teil recht ausgeprägte Säure. Für qualitativ hochwertige Manzanillas werden nur die Vorlaufmoste verwendet (vino de yema), also jene, die praktisch ohne oder mit nur geringem Pressdruck gewonnen werden. Die nachlaufenden, unter größerem Pressdruck gewonnenen Moste werden auch zur Produktion von Brandy verwendet. Die größeren Bodegas produzieren daher oft auch Weinbrand. Nach der ersten, stürmischen Gärung wird der Most auf etwa 15,5 Volumenprozent Alkohol mit Weingeist aufgespritet. Dadurch werden die wilden Hefen abgetötet und die erste Gärung beendet.
Es schließt sich eine ruhige Gärung mit Weinhefe (Saccharomyces ellipsoideus) an, die etwa 10 Wochen dauert. In Großbetrieben erfolgt die Gärung in riesigen Stahltanks. Einige kleinere und auf Tradition achtende Bodegas vinifizieren jedoch noch immer in neuen, aus dem Holz der Amerikanischen Weißeiche (Quercus alba) geküferten Fässern. Die Fässer werden so auch für die spätere Lagerung der Weine vorbereitet.
Die vergorenen Jungweine werden in die 600 Liter fassenden Sherry-Fässer, die Botas, umgefüllt und gelagert. Die Botas werden nicht zur Gänze befüllt, meist nur zu 5 Sechstel, manchmal auch nur zu 4 Fünftel. Sehr bald nach der Umfüllung bildet sich auf der Oberfläche ein Florhefe-Schleier (velo de flor), der eine Oxidation während der Lagerung verhindert.

## Lagerung und Reifung
Wie Finos reifen Manzanillas im sogenannten Solera-Criadera System. Versuche, Jahrgangs-Manzanillas herzustellen, haben keine befriedigenden Ergebnisse erbracht und wurden weitgehend aufgegeben. In diesem System lagern die Weine in Altersklassen (Criadera) übereinander. Der älteste Wein befindet sich in den Fässern am Boden (Solera leitet sich von suelo = Boden her). Aus den untersten, den Solera-Fässern wird in Flaschen abgefüllt, die abgefüllte Menge wird aus der darüber liegenden Criadera nachgefüllt, die ihrerseits die nun fehlende Menge aus der darüber liegenden erhalten. Die Anzahl der Criaderas ist unterschiedlich; drei Criaderas über der Solera sind es immer, zuweilen bis zu zwanzig.
Gute Manzanillas geben das Jahr an, in dem die Solera aufgelegt wurde. Solera 1967 bedeutet aber nicht, dass dieser Wein aus dem Jahre 1967 stammt, da diese Solera ja immer wieder mit jüngeren Weinen aufgefüllt wurde.

## Charakter
Der Manzanilla ist ein strohgelber, meist trockener, manchmal durchaus säurebetonter, pikanter weißer Likörwein, der vor allem als Aperitif und zu Krustentieren getrunken wird. Gelungene Manzanillas zeichnen sich durch ein leichtes Salzaroma, interessante Holztöne und im Gegensatz zum Fino aus Jerez durch eine erfrischende Säure aus. Der Alkoholgrad liegt bei 15,5 Volumenprozent. Er sollte sehr kalt (5–7 °C) getrunken werden. Einmal geöffnete Flaschen sollten nicht länger als einen Tag aufbewahrt werden.
Sehr lange gelagerte Manzanillas werden gelegentlich als Manzanilla pasada angeboten, meist aber zu einem Amontillado weiterverarbeitet. Durch die nicht mehr vollständig vorhandenen Florschicht sind diese Weine etwas oxidiert, also dunkler und kräftiger im Bouquet. Häufig entwickeln solche Weine ein Mandelaroma.

## Internetquellen
1. ↑  Denominación de Origen Protegida "Manzanilla-Sanlúcar de Barrameda". Abgerufen am 7. Dezember 2022 (spanisch).
2. ↑  DATOS DE LAS DENOMINACIONES DE ORIGEN PROTEGIDAS DE VINOS (DOPs) -  CAMPAÑA 2020/2021. MINISTERIO DE AGRICULTURA, PESCA Y ALIMENTACIÓN, 2022, abgerufen am 26. November 2022 (spanisch).